# 荒牧
荒牧（あらまき）は、兵庫県伊丹市の地名。現行の行政地名は荒牧と荒牧南の2つの町丁に分かれており、いずれも住居表示実施済みである。

## 地理
伊丹市最北部の地域で、元は武庫川支流の天神川と天王寺川の間にある平野の一帯を指していた。町域の大部分を宝塚市が取り囲んでいる。
北を宝塚市長尾町、北東を宝塚市山本南、東を宝塚市山本丸橋、南東を伊丹市荻野、南（荒牧南）を伊丹市北野と鴻池、南西を宝塚市安倉中、西を宝塚市安倉北、北西を宝塚市中筋と接する。

### 荒牧
現行の町丁は荒牧一丁目から七丁目までが存在する。天神川の東岸に当たる六丁目（特に東側）は1999年（平成11年）まで存在した旧小字より鶴田（つるた）地区とも呼ばれ、市営団地や共同利用施設（公民館）の名称には2021年現在も「鶴田」が用いられている。郵便番号は664-0001。
町内の主な施設
- 荒牧バラ公園
- 伊丹市共同利用施設荒牧センター
- 伊丹市共同利用施設鶴田センター
- 伊丹市立荒牧デイサービスセンター
- 大阪芸術大学短期大学部伊丹学舎
- 伊丹市立荒牧中学校
- 伊丹荒牧郵便局
- 容住寺
- 天日神社

### 荒牧南
現行の町丁は荒牧南一丁目から四丁目までが存在する。2001年（平成13年）まで存在した旧小字より桑田（くわた）地区とも呼ばれ、共同利用施設（公民館）やバス停留所の名称には現在も「桑田」が用いられている。郵便番号は664-0008。
町内の主な施設
- 伊丹市立天神川小学校
- 桑田自治会館

## 歴史
旧摂津国川辺郡長尾村の南部に属した地域。1942年（昭和17年）には陸軍獣医資材支廠長尾分廠が置かれた。
長尾村は1955年（昭和30年）3月10日に全域が宝塚市へ編入合併されたが、3週間後の4月1日には南部の荒牧・鴻池・荻野・大野が宝塚市より伊丹市へ移譲された。1999年に荻野の一部を編入して住居表示を実施し、中国自動車道高架の北側を荒牧一〜七丁目とする町丁が設定される。2001年には中国自動車道高架より南側の大部分を荒牧一〜四丁目とした。
2007年（平成19年）、荒牧南の住居表示実施区域に含まれなかった大字荒牧の5つの小字が鴻池に編入され、大字荒牧は消滅した。

### 地名の由来
古くは「荒蒔」とも表記された。伝承では、聖徳太子が当地に容住寺を開山し寺田を開墾させた際に「新しく種を蒔いた地」の意味を込めて「アラマキ」と称したことが由来とされる。

## 交通
荒牧と荒牧南の境界は大半が中国自動車道と国道176号の併走区間に当たり、中国自動車道の高架は両地区を隔てるように走っている。伊丹市バスでは荒牧、荒牧北、荒牧バラ公園、大阪芸術大学短期大学部前、桑田、鶴田団地などの停留所を設置している。
荒牧・荒牧南の域内に鉄道は走っていない。最寄り駅は宝塚市にあるJR西日本福知山線の中山寺駅となる。